# Curtiss Model D
El Curtiss Model D de 1911 (o frecuentemente llamado Curtiss Pusher) fue uno de los primeros aviones propulsores de los Estados Unidos, con el motor y la hélice detrás del asiento del piloto. Está entre los primeros aviones del mundo en ser construido en cierta cantidad, siendo todos producidos por Curtiss durante una era de desarrollo de prueba y error y de desarrollo técnico paralelo igualmente importante en tecnologías de motores de combustión interna.
También fue el modelo de aeronave que realizó el primer despegue desde la cubierta de un buque (volado por el Eugene B. Ely desde la cubierta del USS Birmingham el 14 de noviembre de 1910, cerca de Hampton Roads, Virginia) y realizó el primer aterrizaje a bordo de una nave (el USS Pennsylvania) el 18 de enero de 1911, cerca de San Francisco, California.
Originalmente fue equipado con un plano delantero para el control de cabeceo, pero fue desechado cuándo se descubrió accidentalmente que era innecesario. La nueva versión sin el plano delantero fue conocida como Headless Pusher.
Como todos los diseños de Curtiss, la aeronave usaba alerones, que aparecieron en una estructura diseñada por Curtiss por primera vez como alerones “de punta alar” cuádruples en el June Bug de 1908 para controlar el alabeo en vuelo, para así evitar el uso de la tecnología de deformación del ala patentada por los hermanos Wright.

## Desarrollo

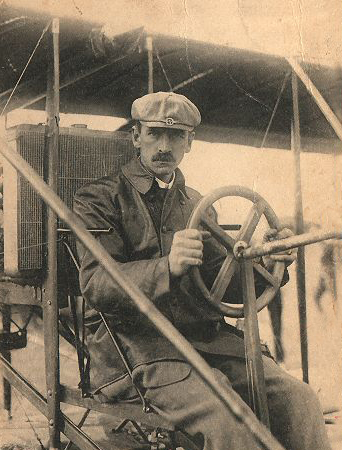
Glenn Curtiss a los mando del Curtiss Reims Racer, que usaba el dispositivo "plataforma de hombro" (como hizo su posterior Model D) para operar los cables de control de los alerones.

El Model D era un biplano equipado con un tren de aterrizaje triciclo de ruedas. La construcción era principalmente de madera de abeto, con fresno usado en partes de los soportes del motor y de las vigas del tren de aterrizaje, con lino barnizado extendido por encima. Las vigas exteriores fueron realizadas en bambú. Impedido por patentes de usar la técnica de deformación alar de los hermanos Wright para proporcionar control lateral, y sin que los Wright o él mismo tuvieran conocimiento de la anterior patente de Inglaterra de 1868, Curtiss no usó la configuración de alerones de “punta alar” del June Bug, sino que usó en su lugar alerones “interplanarios” entre los paneles alares, derivados directamente de sus anteriores propulsores Curtiss No. 1 y Curtiss No. 2. Al final, probó ser una solución superior. Tanto los alerones interplanarios como los de borde de fuga en estos primeros aviones no usaban un mecanismo operado a mano o a pie, sino uno muy parecido al que el anterior Santos-Dumont 14-bis había adoptado en noviembre de 1906, requiriendo que el piloto se “inclinara”  hacia el giro para operar los alerones (en los propulsores Curtiss, una “plataforma de hombro” de estructura metálica, con oscilación transversal y abisagrada longitudinalmente a cada lado del asiento del piloto, permitía la conexión entre el mismo y los cables de control de los alerones). Casi todos los Model D fueron construidos en configuración propulsora, con la hélice detrás del piloto. Por esta configuración, se les  conoció a menudo como “Curtiss Pusher”. Los primeros ejemplares fueron construidos con una configuración canard, con elevadores montados en soportes por delante de la aeronave, junto a un estabilizador horizontal en la parte trasera. Más tarde, los elevadores fueron incorporados a la unidad de cola, y la disposición de superficie canard fue desechada, resultando en lo que se llamaron Curtiss "Headless" Pusher.
Además de los aviadores aficionados, un Model D fue comprado en abril de 1911 por la División Aeronáutica del Cuerpo de Transmisiones del Ejército de los Estados Unidos como entrenador (S.C. No. 2), y por la Armada como plataforma de observación aérea. Así mismo, se exportó cierta cantidad a fuerzas militares extranjeras, incluyendo la Armada rusa. El 14 de noviembre de 1910, Eugene Ely despegó desde el USS Birmingham en un Model D. Fue la primera vez que un avión había despegado desde un barco. El 18 de enero de 1911, Ely aterrizó un Model D a bordo del USS Pennsylvania. Este fue el primer avión  en aterrizar en un barco.
Tras su elección en noviembre de 1915, el congresista Orrin Dubbs Bleakley se convirtió en el primer gobernante oficial en volar desde su estado a Washington D. C. El viaje fue realizado en un biplano Curtiss de 56 kW (75 hp) desde Filadelfia, pilotado por el Sargento William C. Ocker, en licencia del Cuerpo de Aviación de los Estados Unidos de la época. El viaje fue realizado en 3 horas y 15 minutos, incluyendo una parada imprevista en un campo de trigo en Maryland.

## Variantes
Model D-4
Con un motor en línea de cuatro cilindros Curtiss de 30 kW (40 hp).
Model D-8
Signal Corps Number 2, un motor en V Curtiss de 30 kW (40 hp), velocidad máxima de 97 km/h a nivel del mar.
Model D-8-75
Con un motor de 8 cilindros en V Curtiss de 56 kW (75 hp).
Burgess Model D
Un único prototipo construido bajo licencia por la Burguess Company de Marblehead, Massachusetts.

## Operadores
Estados Unidos
- Ejército de los Estados Unidos
  - División Aeronáutica del Cuerpo de Transmisiones del Ejército de los Estados Unidos
- Armada de los Estados Unidos

## Supervivientes

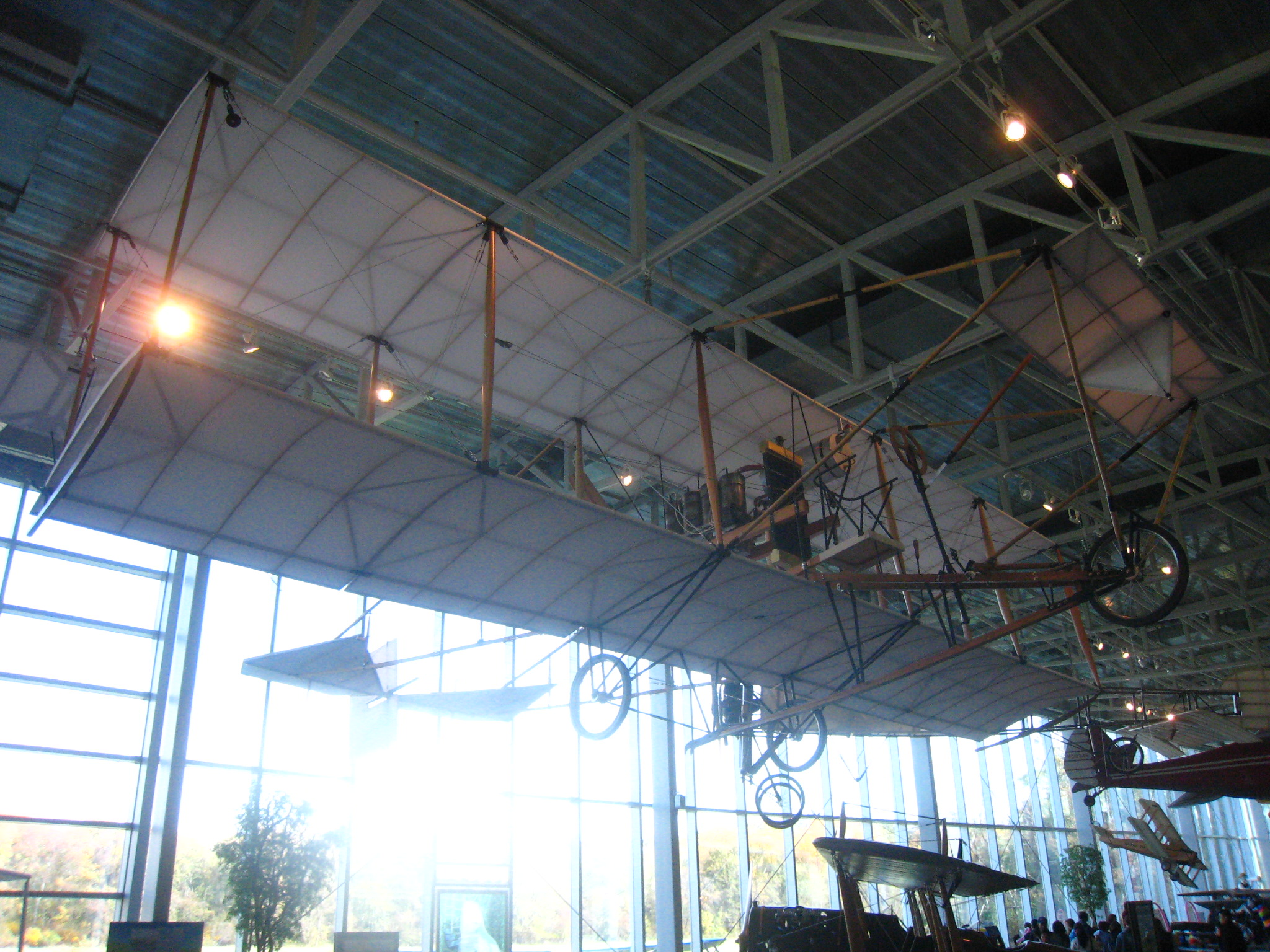
"Headed" Model D en el College Park Air Museum.

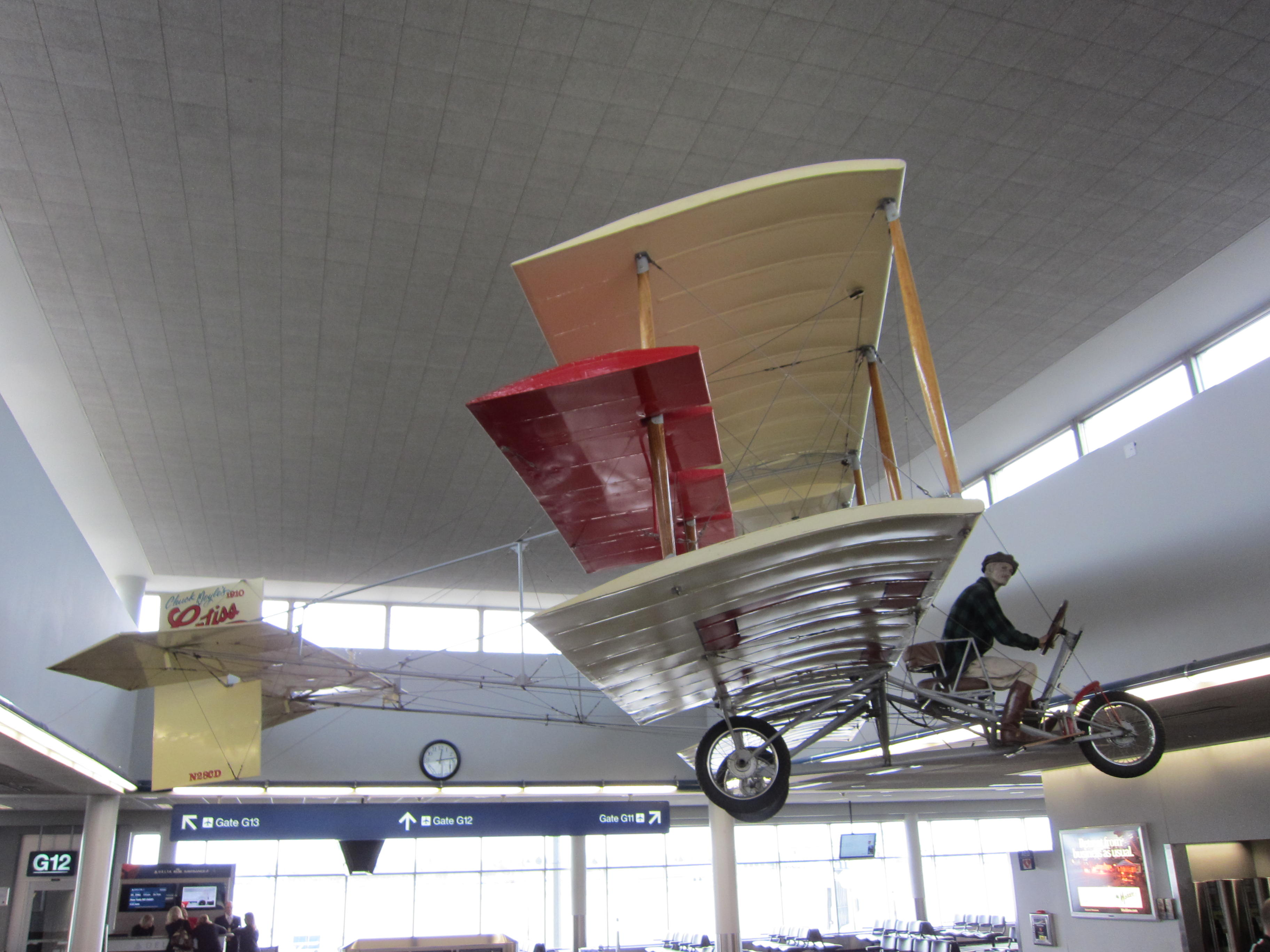
Réplica "Headless" Model D en el Aeropuerto Internacional de Mineápolis-Saint Paul.

Existe cierta cantidad de aeronaves Curtiss Pusher originales y reproducciones, y de estas últimas con fecha de diseño tan lejana como la era en la que el avión original estaba en producción, la mayoría construida por particulares.
- Original: Model D almacenado en el Ohio History Connection en Columbus, Ohio. Fue ensamblado por Paul y Josh Wilber en Norwalk, Ohio, en 1911-1912 y voló por primera vez el 7 de octubre de 1912. El motor original Roberts de cuatro cilindros y dos tiempos de 50 hp fue reemplazado por un Kirkham de seis cilindros y cuatro tiempos de 50 hp. El avión está actualmente almacenado. Aproximadamente el noventa por ciento del mismo es original.[7]
- Réplica: Model D en estado de vuelo en el Military Aviation Museum en Virginia Beach, Virginia.[8][9]
- Réplica: Model D en estado de vuelo en el Old Rhinebeck Aerodrome en Red Hook, Nueva York. Fue construido para la colección en 1976, y ha sido propulsado inicialmente por un motor V-8 Hall-Scott, y, más recientemente, por un Curtiss V8 de época.[10][11]
- Réplica: Model D en estado de vuelo en el Owls Head Maine Transportation Museum en Owls Head, Maine. Tiene instalado un motor Continental O-300.[12][13]
- Desconocido: Model D en estado de vuelo en el Museo Occidental de Aviones y de Automóviles Antiguos en Hood River, Oregón. Tiene instalado un motor Curtiss OX-5. Fue reconstruido en 1934, pero incluye piezas datadas en 1910.[14][15]
- Réplica: Model D en exhibición en el Museo Occidental de Aviones y de Automóviles Antiguos en Hood River, Oregón. Tiene instalado un motor Continental C-85.[16][17]
- Réplica: Model D en exhibición estática en el Museo Nacional del Aire y el Espacio de Estados Unidos en Washington D. C.  Fue construido en 1919 e incluye piezas de un ejemplar original. Tuvo instalado originalmente un motor OX-5, pero fue reemplazado por un Curtiss V8. Fue donado al Smithsoniano en 1925.[18]
- Réplica: Model D en exhibición estática en el Aeropuerto Internacional de Mineápolis-Saint Paul en Saint Paul, Minesota. Fue construido en 1964 y perteneció previamente a Chuck Doyle.[19][20]
- Réplica: Model D en exhibición estática en el Museo Nacional de la Fuerza Aérea de Estados Unidos en Dayton, Ohio. Fue completado en 1987 y posee una réplica de motor realizada en madera y plástico.[21]
- Réplica: Model D en exhibición estática en el College Park Aviation Museum en College Park, Maryland. Fue completado en 2010.[22]
- Réplica: Model D en exhibición estática en el Durango Silverton Narrow Gauge Railroad Museum en Durango, Colorado. Fue construido por Dave Claussen e instalado en 2013.[23]
- Réplica: Model D en exhibición estática en el Nebraska National Guard Museum en Seward, Nebraska. Fue construido por Dave Claussen e instalado en julio de 2016.[24]
- Réplica: Model D en exhibición estática en el Reynolds-Alberta Museum en Wetaskiwin, Alberta, Canadá. Incorpora un motor original de Curtiss Pusher.
- Réplica: Model D en exhibición estática en el Aeropuerto Internacional Hector en Fargo, Dakota del Norte. Fue construido, restaurado y volado por Charles Klessig de Galesburg, Dakota del Norte.

## Especificaciones (Model D Type IV)

### Características generales
- Tripulación: Uno (piloto)
- Capacidad: Un pasajero
- Longitud: 8,92 m
- Envergadura: 11,66 m
- Altura: 2,39 m
- Peso vacío: 318 kg
- Peso cargado: 590 kg
- Planta motriz: 1× motor lineal de cuatro cilindros refrigerado por agua Curtiss E-4.
  - Potencia: 30 kW (40 hp)
- Hélices: Bipala propulsora de paso fijo

### Rendimiento
- Velocidad máxima operativa (Vno): 80 km/h
- Alcance: 3 h 30 min

### Desarrollos relacionados
- AEA June Bug
- Curtiss No. 1
- Curtiss Model E

### Secuencias de designación
- Secuencia Alfabética (interna de Curtiss): C - D - E - F - FL →

### Listas relacionadas
- Anexo:Aeronaves militares de los Estados Unidos (1909-1919)